# Сант-Амброджо (Милан)
Бази́лика Сан-Амбро́джо (итал. basilica di Sant’Ambrogio, ломб. basilica de Sant Ambroeus), также бази́лика Свято́го Амвро́сия — базилика в Милане, построенная на месте захоронения раннехристианских мучеников. Современное здание построено в 1080—1128 годах.
В базилике находятся мощи святителя Амвросия Медиоланского, основателя первой базилики на этом месте, и мощи мучеников Гервасия и Протасия, обретенные Амвросием.

## История
Первоначальная базилика на этом месте построена по указанию святителя Амвросия Медиоланского между 379—386 годами.
Здесь были обнаружены захоронения раннехристианских мучеников, поэтому она первоначально называлась базиликой мучеников (Basilica Martyrum). В базилике были положены мощи святых мучеников Гервасия и Протасия, обретённые Амвросием в 380 году. Амвросий Медиоланский был похоронен в построенной им базилике, которая впоследствии стала называться базиликой святого Амвросия.
Свой нынешний ломбардо-романский вид церковь приобрела в XI веке. Считается, что начало строительства новой базилики приходится на 1080 года, а окончание на 1128 год. Атриум базилики датируется 1050 годом, притвор — 1095—1096 годами. Новый фасад церкви создал в 1730-х годах архитектор Филиппо Юварра.

## Архитектура
Базилика Сант-Амброджо является хорошо сохранившимся образцом романской архитектуры ломбардской школы. При строительстве сохранилась планировка раннехристианского храма, отсюда и неактуальный в XI веке обширный атриум (во времена Константина I там собирались оглашенные). Фасад базилики в виде треугольного фронтона с пятью огромными, уменьшающимися от центра арочными проемами является по сути крытой лоджией-галереей над восточным крылом атриума. С запада к базилике примыкают две башни различной высоты. Южная называется «колокольней монахов» (X век) и имеет строгий вид, северная, более высокая называется «колокольней каноников» (1123, достроена после 1181 г.) и более изящна.
Ломбардцы первыми в Западной Европе начали использовать кирпич при строительстве храмов и Сант-Амброджо — одна из первых романских базилик, в которых главный неф перекрыт крестовыми сводами, а не деревянными потолками. Тибуриум и своды главного нефа восстанавливались после обрушения от Веронского землетрясения 1117 года, тогда же в сводах главного нефа и появились нервюры (один из самых первых случаев в Европе).
Престол базилики датируется IX веком и по причине покрытия золотыми рельефами называется Золотым престолом (Золотым алтарём). На лицевой стороне престола сусальным золотом выполнен рельеф с изображениями из жизни Иисуса Христа, на оборотной стороне из позолоченного серебра выполнены сцены из жизни святого Амвросия. Киворий над престолом датируется X веком и украшен наверху изображением Иисуса Христа, дающего книгу апостолу Павлу и ключи апостолу Петру.
Мозаика центральной апсиды с изображением Христа-Вседержителя относится к началу XIII века. Боковые сцены мозаики с изображениями святителя Амвросия и Мартина Турского датируются IX веком.
В крипте церкви находятся мощи святителя Амвросия и мучеников Гервасия и Протасия. Их скелеты находятся в серебряном саркофаге, изготовленном в 1897 году. Мощи Амвросия находятся между мощами Гервасия и Протасия. Подойти близко в мощам нельзя, но мощи видны, так как лицевая сторона саркофага выполнена из стекла. Миланскому приходу Русской Православной Церкви во имя святителя Амвросия Медиоланского разрешено проводить здесь акафист святому Амвросию.
В базилике также находится саркофаг Стилихона с вырезанными на нём библейскими сценами, датируемый IV веком.
Кроме того, в базилике захоронены останки императора Людовика II.

## Капелла Сан-Витторе
В конце южного нефа базилики находится капелла Сан-Витторе (святого Виктора), построенная на кладбище христианских мучеников над могилой мученика Виктора Мавра в первой половине IV века. Вначале капелла не соединялась с базиликой Сант-Амброджо и была присоединена к ней в XI—XII веках.
Купол и стены капеллы покрывает мозаика «Золотое небо» (Ciel d’Oro), наиболее вероятно выполненная около 470 года (по различным мнениям, в промежутке от конца IV века до второй половины VI века). На северной стене капеллы в полный рост изображены святитель Амвросий Медиоланский, мученики Гервасий и Протасий (Амвросий — в центре), на южной стене — миланский епископ Матерн, мученики Набор и Феликс (Матерн — в центре).
Композиционный замысел расположения святых связан с тем, что епископ Матерн обрёл мощи мучеников Виктора, Набора и Феликса и перенёс их в Милан, а Амвросий обрёл мощи Гервасия и Протасия, причём Амвросий построил базилику для Гервасия и Протасия (нынешняя базилика Сант-Амброджо), а Матерн — для Набора и Феликса (не сохранилась).
Купол капеллы представляет собой золотую поверхность, в центре которой согласно большинству современных исследователей изображён мученик Виктор Мавр. В левой руке он держит книгу, на которой написано «VICTOR», а в другой руке — крест. С другой стороны от мученика также расположен большой крест.
Идея поместить изображение мученика на месте, на котором традиционно изображается Христос, необычна и связана с особым почитанием мученического подвига в первые века христианства. Некоторые исследователи XIX—XX веков всё же считали, что в куполе помещён образ Христа, а латинская надпись «VICTOR» (Победитель) относится ко Христу как Победителю смерти. Некоторые считали, что в куполе изначально был представлен Христос, а затем Его изображение было заменено на мученика Виктора.
Из всех святых, представленных в капелле, только святитель Амвросий имеет характерно индивидуальный облик, внешность остальных святых представлена обобщённо.

## Разное
Входная группа здания Ройс Холл в кампусе Калифорнийского университета в Лос-Анджелесе создана по мотивам базилики Сант-Амброждо.